# АХЦ «Союз христиан»
Ассоциация Христианских Евангельских Церквей «Союз Христиан» — объединение протестантских общин России, относящееся к евангельским христианам. К настоящему времени насчитывает 350 общин. Центр находится в Санкт-Петербурге. Президент ассоциации — Поляков Дмитрий. История Ассоциации восходит к 1986 году, когда молодёжная группа христиан-евангелистов начала проводить концерты современной христианской музыки. Официальную регистрацию под современным названием группа получила в 1995 году.
Основное кредо ассоциации — акцент на духовном возрождении и активная социальная политика (работа с малоимущими, инвалидами; наркозависимыми, заключенными). Ассоциация Христианских Церквей «Союз Христиан» аккредитована в ОБСЕ как неправительственная организация.

## Структура
Ассоциация действует в следующих регионах:
- Бурятский
- Дальневосточный — Хабаровск
- Калининградский
- Поволжский — Пенза.
- Северо-Западный — Санкт-Петербург.
- Сибирский — Красноярск
- Уральский — Екатеринбург
- Центральный — Москва.
- Южно-Сибирский — Барнаул

Во главе регионов стоят блюстители или епископы